# Glukozilglicerol-fosfat sintaza
Glukozilglicerol-fosfat sintaza (EC 2.4.1.213, Glucosylglycerol-phosphate synthase) je enzim sa sistematskim imenom ADP-glukoza:sn-glicerol-3-fosfat 2-beta-D-glukoziltransferaza. Ovaj enzim katalizuje sledeću hemijsku reakciju
ADP-glukoza + sn-glicerol 3-fosfat {\displaystyle \rightleftharpoons } 2-(beta-D-glukozil)-sn-glicerol 3-fosfat + ADP
Ovaj enzim zajedno sa EC 3.1.3.69 (glukozilglicerol fosfatazom) formira glukozilglicerol, osmolit koji proizvodi otpornost cijanobakterija na so.

## Literatura
- Nicholas C. Price; Lewis Stevens (1999). Fundamentals of Enzymology: The Cell and Molecular Biology of Catalytic Proteins (Third изд.). USA: Oxford University Press. ISBN 019850229X.
- Eric J. Toone (2006). Advances in Enzymology and Related Areas of Molecular Biology, Protein Evolution (Volume 75 изд.). Wiley-Interscience. ISBN 0471205036.
- Branden C; Tooze J. Introduction to Protein Structure. New York, NY: Garland Publishing. ISBN 0-8153-2305-0.
- Irwin H. Segel. Enzyme Kinetics: Behavior and Analysis of Rapid Equilibrium and Steady-State Enzyme Systems (Book 44 изд.). Wiley Classics Library. ISBN 0471303097.
- William P. Jencks (1987). Catalysis in Chemistry and Enzymology. Dover Publications. ISBN 0486654605.

## Spoljašnje veze
- Glucosylglycerol-phosphate+synthase на 